# Ганье, Симон
Симо́н Ганье́ (фр. Simon Gagné; 29 февраля 1980, Сент-Фуа, Квебек) — профессиональный канадский хоккеист. Амплуа — крайний нападающий.
На драфте НХЛ 1998 года был выбран в 1-м раунде под общим 22-м номером клубом «Филадельфия Флайерз». Олимпийский чемпион 2002 года, обладатель Кубка мира 2004, обладатель Кубка Стэнли 2012, серебряный призёр чемпионата мира 2005. 15 сентября 2015 года объявил о завершении игровой карьеры.

## Достижения
- Обладатель Поль Дюмон Трофи в 1999 году.
- Серебряный призёр молодежного чемпионата мира по хоккею 1999 года.
- Олимпийский чемпион 2002 года в составе сборной Канады.
- Серебряный призёр чемпионата мира по хоккею 2005 года.
- Участник матча «Всех звёзд» НХЛ (2 раза).
- Обладатель Кубка Стэнли 2012 года.

## Статистика
| Легенда | Легенда                    | Легенда | Легенда                   | Легенда | Легенда    |
| ------- | -------------------------- | ------- | ------------------------- | ------- | ---------- |
| И       | Количество проведённых игр | Штр     | Штрафное время            | +/−     | Плюс-минус |
| Г       | Голы                       | П       | Голевые передачи          | О       | Очки       |
| -       | Статистика неизвестна      | —       | Статистика не учитывалась |         |            |